# Brenda Lawrence
Brenda Lawrence, née le 18 octobre 1954 à Détroit (Michigan), est une femme politique américaine, représentante démocrate du Michigan à la Chambre des représentants des États-Unis de 2015 à 2023.

## Biographie
Brenda Lawrence est originaire de Détroit dans le Michigan. Après des études à l'université de Central Michigan, elle devient manager à la United States Postal Service.
En 1992, elle est élue au conseil de l'éducation de Southfield dans le comté d'Oakland. Elle entre au conseil municipal en 1996 et devient maire de la ville à partir de 2001. Elle est la première femme et la première personnalité afro-américaine élue maire de Southfield. Elle reste maire de la ville jusqu'en 2014.
En 2008, elle est candidate à la tête du comté d'Oakland. Au terme d'une campagne centrée sur l'économie, elle est battue par le républicain sortant, L. Brooks Patterson, qui est réélu avec 58 % des voix.
En août 2010, elle est choisie par Virg Bernero (en), candidat démocrate au poste de gouverneur, pour être sa colistière,. Le ticket Bernero-Lawrence est cependant battu par les républicains Rick Snyder et Brian Calley (en), ce dernier devenant lieutenant-gouverneur.
À la suite du recensement de 2010, le Michigan perd un siège à la Chambre des représentants des États-Unis et les circonscriptions sont redécoupées. Lawrence choisit de se présenter dans le 14e district, où sont également candidats deux représentants démocrates sortants Gary Peters et Hansen Clarke (en) (qui n'habitent pas dans le district) ainsi que l'ancienne représentante de l’État Mary Waters. Le district, qui s'étend de Pontiac à Détroit, est majoritairement afro-américain et favorable aux démocrates. Lawrence n'arrive qu'en troisième position de la primaire démocrate, derrière Peters et Clarke, avec environ 13 % des voix.
Deux ans plus tard, Peters laisse son siège pour se présenter au Sénat. Lawrence remporte une primaire disputée en rassemblant 36 % des suffrages face au représentant de l’État Rudy Hobbs (32 %) et à Hansen Clarke (31 %). Elle est élue représentante avec 77,8 % des suffrages devant la républicaine Christina Barr.
Candidate à un deuxième mandat en 2016, elle remporte la primaire démocrate avec 85 % des suffrages face à deux candidats.
En janvier 2022, après un redécoupage des districts du Michigan, elle annonce qu'elle ne sera pas candidate à un cinquième mandat lors des élections de novembre 2022.